# 南豆芽清真寺
39°55′41.4″N 116°25′57.3″E / 39.928167°N 116.432583°E

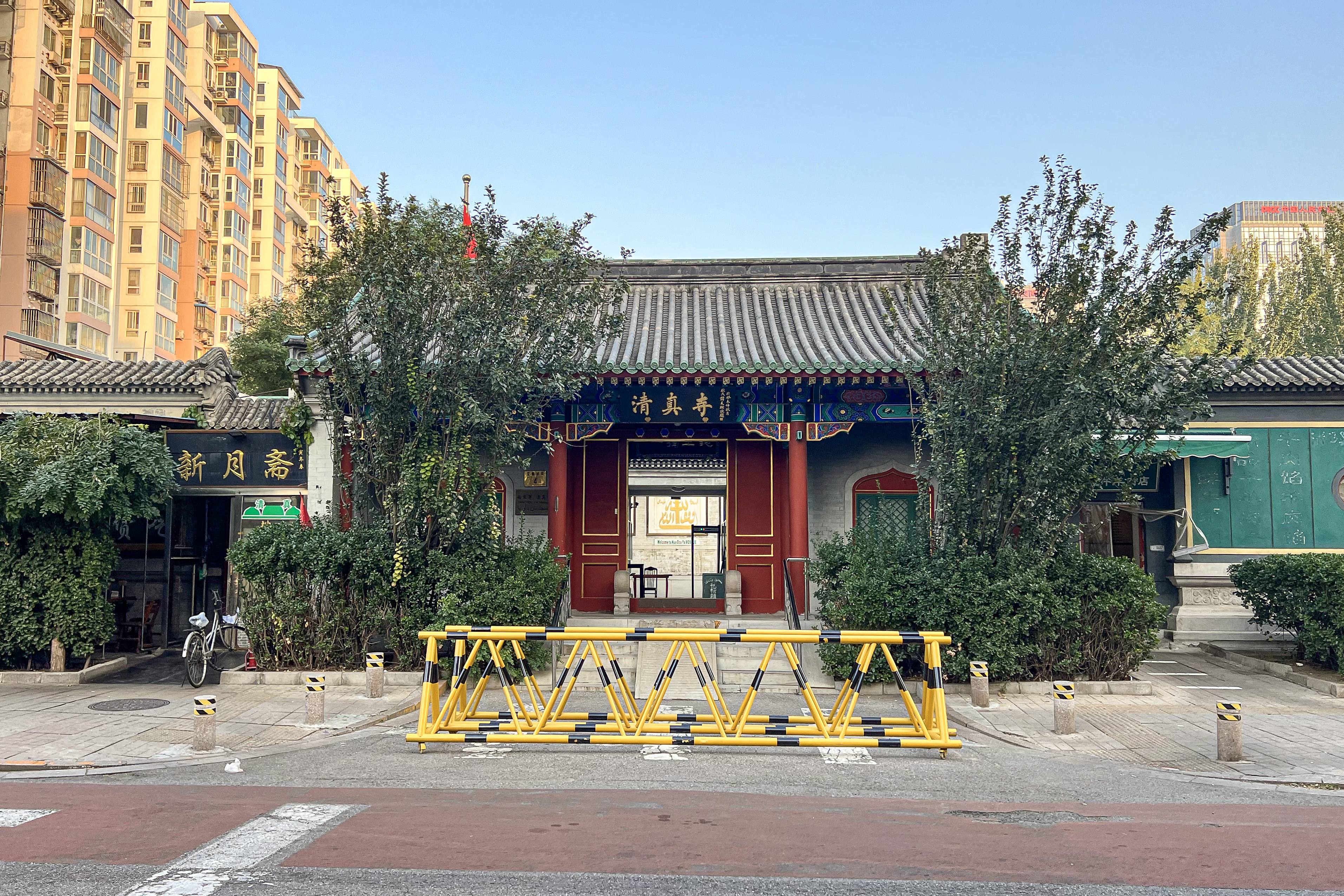
南豆芽清真寺

南豆芽清真寺，位于北京市东城区豆瓣胡同4号，是一座伊斯兰教清真寺。

## 历史
南豆芽清真寺原来位于东城区南豆芽胡同15号，始建于清朝嘉庆三年（1798年）。当时，住在朝阳门内豆瓣胡同、南豆芽胡同附近的五、六百户穆斯林没有清真寺，而此处有座破败的尼姑庵。经一位姓常的乡老倡议，居住在朝阳门内的穆斯林群众拿出乜贴（集资），分两次购买下这座尼姑庵，第一次买下前院两亩多地，第二次买下后院两亩地，合计四亩多地，建成了南豆芽清真寺。南豆芽清真寺坐西朝东，采用中国传统宫殿式建筑格局及风格，设有山门、礼拜大殿、南讲堂、北讲堂、水房子、望月楼等用房，大殿门前两侧有两棵老槐树。大门是伊斯兰式建筑，带有圆形宝顶，顶上有阡饰弯月。大门前有砖砌照壁。寺内有一座方形井亭，四角攒尖筒瓦顶。中华民国时期，回民群众在该寺自办民众教育，1948年寺内成立穆慈小学，1949年后穆慈小学合并到南门仓小学。1979年重修大殿、望月楼、大门，装修男女浴室、阅览室、会议室。
2000年，朝阳门内大街危房改造，豆瓣胡同、南豆芽胡同平房拆迁，南豆芽清真寺的望月楼正处在自南向北的豆瓣胡同规划范围内。高荣喜等穆斯林群众向有关部门建议保留南豆芽清真寺。经北京市及东城区有关部门批准，在南豆芽清真寺原址南移25米、东移20米处，重建南豆芽清真寺。重建费用由东城区人民政府拨款。2003年，南豆芽清真寺重建完工。重建后的南豆芽清真寺位于豆瓣胡同4号，朝阳门内大街以北200米，和北京东二环相距100米。该寺规模有所扩大，大门改设在西面，面阔增为三间。

## 建筑
重建后的南豆芽清真寺坐东朝西，大门前是南北方向的豆瓣胡同。大门左侧有穆斯林餐馆，右侧有牛羊肉门市部。大门上方挂有黑色“清真寺”匾额。进入大门，过道左侧为传达室，右侧为出售礼拜帽、芭兰香等的小卖部。继续向前，右侧为男水房、男卫生间、伙房，向内走左拐是礼拜大殿。
礼拜大殿坐西朝东，可容纳200余人同时礼拜。大殿内设长板凳、座椅，是为老人礼拜使用。大殿门前是庭院，庭院四周是走廊，南房有阿訇室，东房有阿訇传授《古兰经》时用的讲堂，北房有会议室、阿訇室。
沿着走廊向西，右侧为女礼拜殿、女水房、热水房。女礼拜殿可容纳四、五十人同时礼拜。
礼拜大殿门口右侧，有一口已被封存的古井。向南可进入南豆芽清真寺的南院，左侧有餐厅。餐厅西侧是埋体房，埋体房设有亡人亲属守埋体的用房，埋体房内有三台带空调机的水流子。埋体房旁为公共卫生间，向西为宰牛羊的操作场、南院的临街大门。